# 꼬족
꼬족(베트남어: Người Co, Cor / Co / Cùa 등)은 베트남의 54개 민족 중 하나이다. 대부분의 꼬족은 베트남 중부 해안 지역의 꽝응아이성과 꽝남성에 살고 있으며, 1999년에는 약 27,766명으로 집계되었다.
1996년, 그들은 짜봉현(당시 떠이짜현 포함)에 있는 인구의 소수를 차지했고, 그 수는 약 1만 8천 명에 달했다.
꼬족은 몬크메르어족의 언어인 꾸아어를 한다. 
호찌민에 대한 높은 존경심 때문에, 모든 꼬족은 베트남 신분증명서에 사용된 공식 이름으로, 호찌민의 성으로, 그들의 성을 대체한다.

## 문화
꼬족들은 족장 제도를 유지했었다. 마을 촌장(Karah Pley)은 공동체의 우두머리(Pley)이다. 마을 촌장은 지식, 경험, 마을 사람들의 신뢰를 바탕으로 선발된다. 각 마을은 호신용으로 록콕(Lok kok)이나 록칼(Lok kal, 글자 그대로, ‘용감한 남자’)이라는 민병대를 조직한다.
꼬족은 좋은 영혼(garu)과 나쁜 영혼 등 모든 사물에 영혼이 있다고 믿는다. 그들은 쌀알, 계피박스의 영혼, 가축을 숭배한다. 예전에,꼬족은 쓰룹(X'lup)이라고 불리는 기둥 위에 지어진 긴 집에서 살았다. 과거에는, 어떤 코 혈통도 개인 이름을 가지고 있지 않았다; 그들은 모두 딘(Dinh)이라는 성을 가지고 있었다. 이제 거의 모든 남자들이 호찌민 주석의 성을 따왔다.
꼬족의 음악은 다양한 노래, 춤, 북, 징을 특징으로 한다. Xru, Klu, Agioi와 같은 포크송은 매우 인기가 있다. 꼬족의 새해는 싸아니(Xa an'ni)라고 불리며 동물 제물, 칼춤, 징춤, 레슬링 대회로 기념된다. 꼬족은 주로 농업을 영위하고 살아간다. 그들은 쌀, 옥수수, 카사바, 계피, 그리고 다른 식물들을 재배한다.

## 유명인
2013년, 호반타인(Ho Van Thanh)과 아들 호반랑(Ho Van Lang)은 서부의 깊은 밀림에서 40년 동안 은거한 뒤 발견됐다.

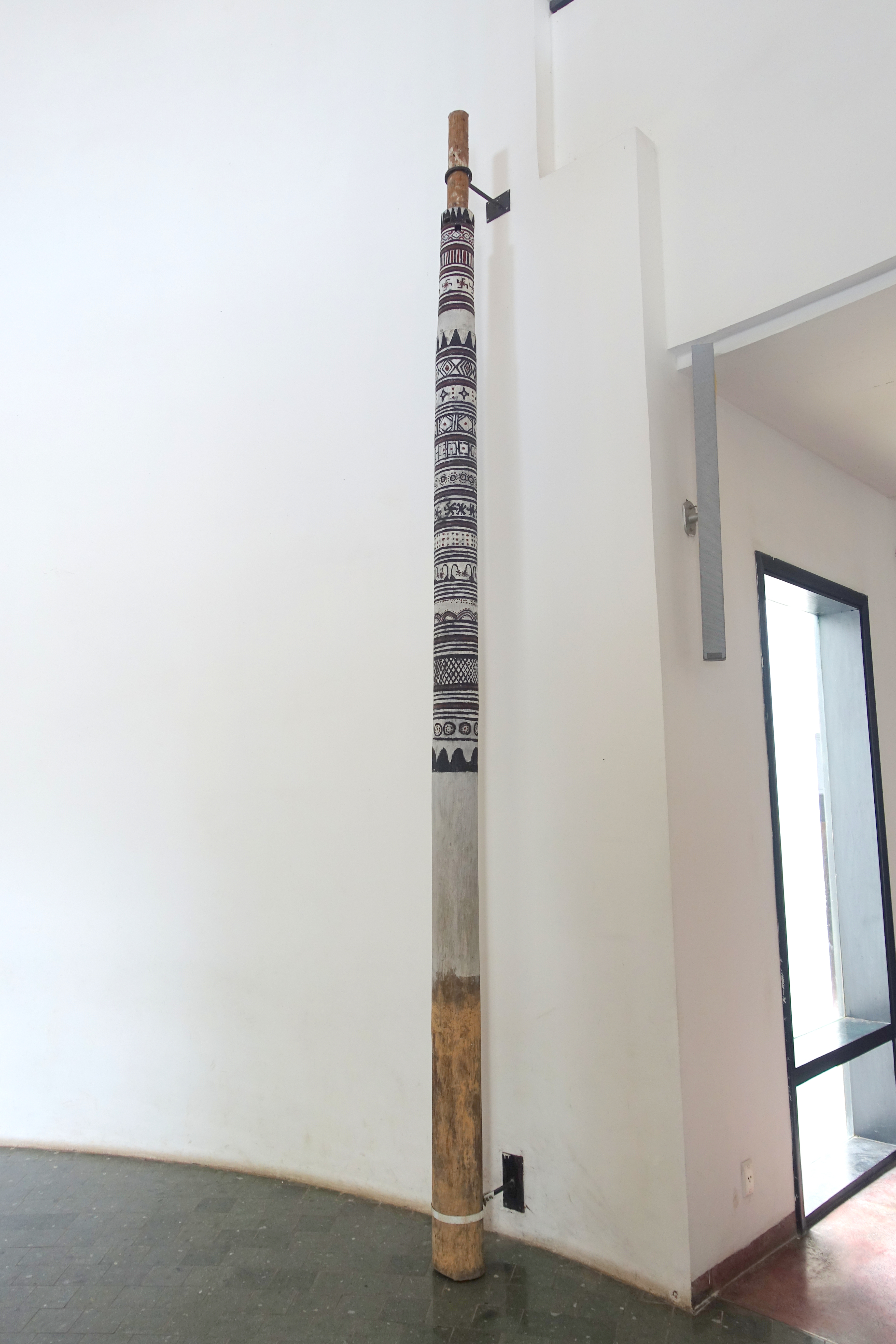
의식 도구2